# Temaria
Temaria, revistes digitals de biblioteconomia i documentació és un repositori digital en l'àmbit de la informació i la documentació que dona accés a més de tres mil articles de revistes científiques espanyoles en accés obert. Va ser creat pel grup d'investigació d'Organització i Recuperació de Continguts Digitals de la Facultat de Biblioteconomia i Documentació de la Universitat de Barcelona amb el suport del Pla Nacional d'I+D+I (2004-2007).
Posa a disposició dels professionals de l'àmbit de la informació i la documentació tots aquests articles en accés obert, sota un sistema uniforme de descripció i indexació. També contribueix a la difusió de les revistes espanyoles de l'àmbit de la informació i la documentació en millorar la seva visibilitat a la xarxa.
La cerca dels articles es realitza a partir del conjunt d'elements de l'esquema de metadades Dublin Core. Tots els articles incorporats s'indexen amb els termes del Tesauro de Biblioteconomía y Documentación del Centre d'Informació i Documentació Científica (Cindoc), un vocabulari que incorpora equivalències en anglès i francès. En el marc del projecte Temaria, aquest tesaurus es va complementar amb les equivalències en català i una llista controlada de noms, persones i entitats. També es va desenvolupar un segon tesaurus més genèric a partir del Tesaurus de la UNESCO, per poder representar altres matèries més generals.
La interfície de consulta permet accedir als continguts a partir d'un sistema de cerca simple, un altre d'avançat o navegant a través dels diferents termes del tesaure.
Temaria va desenvolupar-se en el llenguatge de programació PHP, amb el suport d'una base de dades MySQL. El portal ofereix la subscripció via RSS als nous continguts publicats al sistema per revista, autor o matèria.

## Abast i contingut
Temaria indexa els articles de les revistes següents (algunes ja tancades):
- Anales de documentación.
- Anuari de l'Observatori de Biblioteques, Llibres i Lectura.
- Bibliodoc.
- ''BiD: textos universitaris de Biblioteconomia i Documentació.
- Boletín de la Asociación Andaluza de Bibliotecarios.
- Cuadernos de documentación audiovisual.
- Cuadernos de documentación multimedia.
- Cuadernos EUBD Complutense.
- Documentación de las ciencias de la información.
- Hipertext.net.
- Ítem: revista de Biblioteconomia i Documentació.
- El profesional de la información.
- Revista general de información y documentación.
- Revista TK.